# Kai (Yamanashi)
Kai (甲斐市 Kai-shi?) es una ciudad en la prefectura de Yamanashi, Japón, localizada en la parte central de la isla de Honshū, en la región de Chūbu. Tenía una población estimada de 75 337 habitantes el 1 de marzo de 2021 y una densidad de población de 1100 personas por km².

## Geografía
Kai se encuentra en la parte central de la prefectura de Yamanashi, orientada de norte a sur a lo largo de las orillas del río Fuji.

## Historia
El área actual de Kai era parte de la antigua provincia de Kai y tiene numerosas ruinas del período Jomon. Durante el período Sengoku, el señor de la guerra Takeda Shingen construyó terraplenes en el río Kamanashi para controlar las inundaciones y abrir nuevas tierras para el cultivo de arroz. Durante el período Edo, toda la provincia de Kai era territorio tenryō bajo el control directo del shogunato Tokugawa.
La ciudad de Kai se estableció el 1 de septiembre de 2004, a partir de la fusión de la ciudad de Futaba (del distrito de Kitakoma) y las ciudades de Ryūō y Shikishima (ambas del distrito de Nakakoma). Toma su nombre del antiguo nombre de la prefectura de Yamanashi, provincia de Kai.

## Demografía
Según los datos del censo japonés, la población de Kai ha crecido rápidamente en los últimos 40 años.
| Gráfica de evolución demográfica de Kai entre 1940 y 2015 |
|                                                           |
| Oficina de Estadística de Japón                           |

### Clima
La ciudad tiene un clima caracterizado por veranos cálidos y húmedos e inviernos relativamente suaves (Cfa en la clasificación climática de Köppen). La temperatura media anual en Kai es de 14.3 °C. La precipitación media anual es de 1240 mm siendo septiembre el mes más húmedo. Las temperaturas son más altas en promedio en agosto, alrededor de 26.7 °C, y más bajas en enero, alrededor de 2.4 °C.
| Parámetros climáticos promedio de Kai | Parámetros climáticos promedio de Kai | Parámetros climáticos promedio de Kai | Parámetros climáticos promedio de Kai | Parámetros climáticos promedio de Kai | Parámetros climáticos promedio de Kai | Parámetros climáticos promedio de Kai | Parámetros climáticos promedio de Kai | Parámetros climáticos promedio de Kai | Parámetros climáticos promedio de Kai | Parámetros climáticos promedio de Kai | Parámetros climáticos promedio de Kai | Parámetros climáticos promedio de Kai | Parámetros climáticos promedio de Kai |
| Mes                                   | Ene.                                  | Feb.                                  | Mar.                                  | Abr.                                  | May.                                  | Jun.                                  | Jul.                                  | Ago.                                  | Sep.                                  | Oct.                                  | Nov.                                  | Dic.                                  | Anual                                 |
| ------------------------------------- | ------------------------------------- | ------------------------------------- | ------------------------------------- | ------------------------------------- | ------------------------------------- | ------------------------------------- | ------------------------------------- | ------------------------------------- | ------------------------------------- | ------------------------------------- | ------------------------------------- | ------------------------------------- | ------------------------------------- |
| Temp. máx. media (°C)                 | 8.2                                   | 9.4                                   | 13.4                                  | 19.3                                  | 23.4                                  | 26.4                                  | 30                                    | 31.5                                  | 26.9                                  | 21.2                                  | 16.1                                  | 10.8                                  | 19.7                                  |
| Temp. media (°C)                      | 2.4                                   | 3.6                                   | 7.4                                   | 13.3                                  | 17.6                                  | 21.8                                  | 25.8                                  | 26.7                                  | 22.4                                  | 16                                    | 10.3                                  | 4.8                                   | 14.3                                  |
| Temp. mín. media (°C)                 | 3.4                                   | -2.1                                  | 1.4                                   | 7.3                                   | 11.9                                  | 17.2                                  | 21.6                                  | 22                                    | 18                                    | 10.9                                  | 4.5                                   | -1.1                                  | 9.6                                   |
| Precipitación total (mm)              | 42                                    | 52                                    | 79                                    | 97                                    | 106                                   | 171                                   | 139                                   | 140                                   | 162                                   | 140                                   | 67                                    | 45                                    | 1240                                  |
| Fuente:                               |                                       |                                       |                                       |                                       |                                       |                                       |                                       |                                       |                                       |                                       |                                       |                                       |                                       |

## Ciudades hermanas
Kai está hermanada con:
- Keokuk (Iowa), EE. UU.[8]